# 别庵性统
别庵性统（1662年—1717年），俗姓龙，祖籍潼川州安岳县三台，夔州府梁山县人，清朝临济宗高僧，第三十二代传人，大慧宗杲十七世孙，普陀山法雨寺中兴祖师。

## 生平
祖籍潼川州安岳县三台（今四川省三台县），1662年（康熙元年），别庵性统出生在夔州府梁山县（今重庆市梁平区）。父亲龙明宇。母亲李氏。李氏怀孕时，龙明宇梦见白龙浮在江面上，怀里有一个男童，嘱咐他妥善保护，梦醒后，龙明宇和李氏商量，若是生了男孩，就让他出家，因为现白龙，表示净业。1672年（康熙十一年），别庵性统在高峰寺出家，师从三山灯来禅师。1683年（康熙二十二年），别庵性统受具足戒。1686年（康熙二十五年），别庵性统在游历庐山、金陵（今江苏省南京市）来到浙江省，到宁波府天童寺求法。1687年（康熙二十六年），经法雨寺前任主持明益普荣的推荐，他出任法雨寺主持，开始修复法雨寺。1689年（康熙二十八年），康熙帝南巡，舟山总兵黄大来护驾，康熙帝赏赐黄金千两用以建立寺院。1699年（康熙三十八年），康熙帝再度南巡，当时别庵性统在杭州，康熙帝召见了他，之后康熙帝拨给他“江南黄瓦”12万，黄金千两，把镇海寺改名“法雨禅寺”，还赐给寺院“御笔”。1702年（康熙四十一年），法雨寺后期完工，别庵性统为了歌颂康熙帝的功德，给他建了“万寿御碑亭”（又名天章阁）。1717年（康熙五十六年），别庵性统圆寂，世寿57岁，僧腊45载。塔在莲花峰右下角。

## 著作
- 《续灯正统》
- 《祖师正宗道影》（散失）
- 《高峰宗旨纂要录》（散失）
- 《梅花岑集》（散失）
- 《径山录》（散失）